# 薩普戈利湖

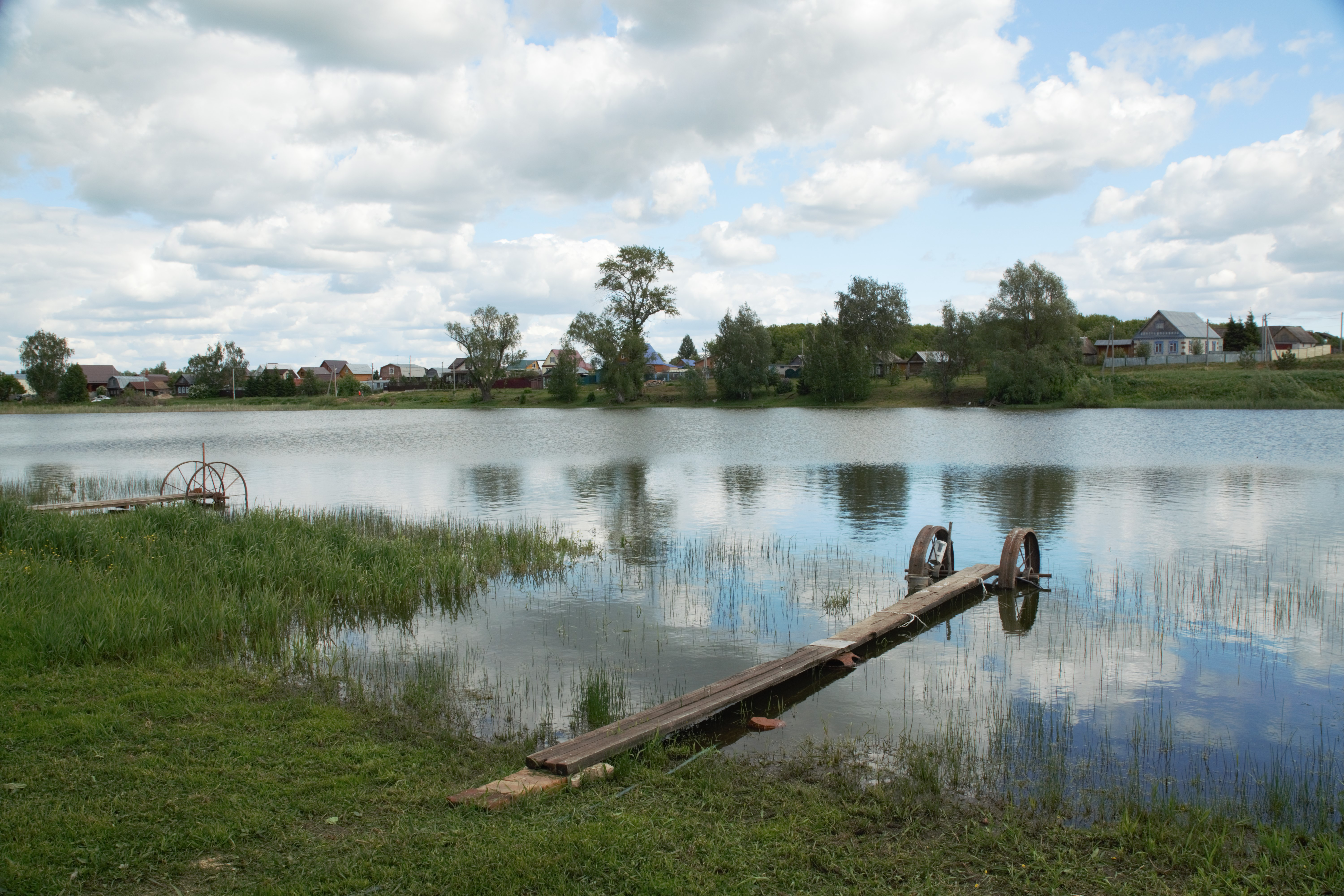

薩普戈利湖（俄语：Сапуголи），是俄羅斯的湖泊，位於該國西部韃靼斯坦共和國，由萊舍沃區負責管轄，長0.77公里、寬0.16公里，面積8.1公頃，平均水深1米。